# El Putxet (metrostation)
El Putxet is een metrostation aan FGC lijn 7 van de metro van Barcelona in het district Sarrià-Sant Gervasi in Barcelona. Het ligt onder de carrer de Balmes in de buurten la Bonanova en Putxet.
Dit station is geopend in 1954 als onderdeel van de uitbreiding vanaf Gràcia tot Avinguda Tibidabo. De naam toen was Núñez de Arce en lag aan de plaça de Joaquim Folguera. In 1982 is de naam van dit station, tijdens de omnummering van de lijnen, veranderd in de huidige.
In de toekomst zal dit station ook aan de lijnen L9 & L10 liggen.

## Lijnen
- Metro van Barcelona FGC L7, L9  en L10 .